# Halowe Mistrzostwa Świata w Lekkoatletyce 1989 – bieg na 1500 m mężczyzn

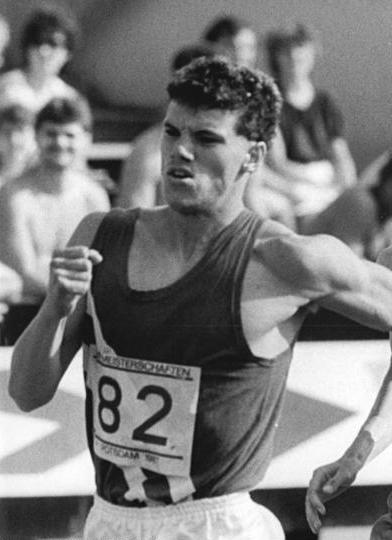
Hauke Fuhlbrügge

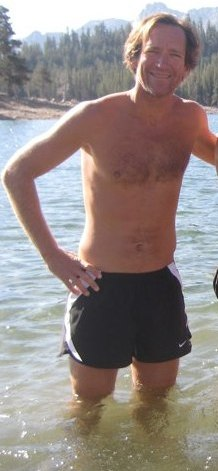
Jeff Atkinson

Bieg na 1500 metrów mężczyzn – jedna z konkurencji biegowych rozgrywanych podczas halowych mistrzostw świata w  hali Sport Csárnok w Budapeszcie. Eliminacje zostały rozegrane 4 marca, a  bieg finałowy 5 marca 1989. Zwyciężył reprezentant Irlandii Marcus O’Sullivan, który tym samym obronił tytuł zdobyty dwa lata wcześniej w Indianapolis. W finale ustanowił rekord mistrzostw z czasem 3:36,64.

## Rezultaty

### Eliminacje
Rozegrano 3 biegi eliminacyjne, do których przystąpiło 22 biegaczy. Awans do finału wywalczyli zawodnicy, którzy zajęli dwa pierwsze miejsca w swoim biegu eliminacyjnym (Q) oraz czterech zawodników z najlepszymi czasami wśród przegranych (q).
Opracowano na podstawie materiału źródłowego.

#### Bieg 1
| Miejsce | Zawodnik           | Czas    | Uwagi |
| ------- | ------------------ | ------- | ----- |
| 1       | Marcus O’Sullivan  | 3:47,34 | Q     |
| 2       | Jeff Atkinson      | 3:47,62 | Q     |
| 3       | Mário da Silva     | 3:47,92 |       |
| 4       | Abdelaziz Sahere   | 3:48,14 |       |
| 5       | Władimir Kołpakow  | 3:48,33 |       |
| 6       | Mbiganyi Thee      | 3:48,55 |       |
| 7       | Douglas Consiglio  | 3:50,50 |       |
| 8       | Nikolaos Dziakulas | 3:52,05 |       |

#### Bieg 2
| Miejsce | Zawodnik           | Czas    | Uwagi |
| ------- | ------------------ | ------- | ----- |
| 1       | Siergiej Afanasjew | 3:42,83 | Q     |
| 2       | Manuel Pancorbo    | 3:42,84 | Q     |
| 3       | Radim Kunčický     | 3:43,19 | q     |
| 4       | Agberto Guimarães  | 3:44,86 |       |
| 5       | László Tóth        | 3:44,99 |       |
| 6       | Hamid Sajjadi      | 3:48,32 | [ 1 ] |

#### Bieg 3
| Miejsce | Zawodnik             | Czas    | Uwagi |
| ------- | -------------------- | ------- | ----- |
| 1       | Hauke Fuhlbrügge     | 3:42,26 | Q     |
| 2       | Eckhardt Rüter       | 3:42,65 | Q     |
| 3       | Hervé Phélippeau     | 3:42,79 | q     |
| 4       | Sydney Maree         | 3:42,84 | q     |
| 5       | Feranswa Woldemariam | 3:43,35 | q,    |
| 6       | Adelino Hidalgo      | 3:43,95 |       |
| 7       | Róbert Banai         | 3:43,99 |       |
| 8       | Dave Reid            | 3:45,87 |       |

### Finał
Opracowano na podstawie materiału źródłowego.
| Miejsce | Zawodnik             | Czas    | Uwagi |
| ------- | -------------------- | ------- | ----- |
| 1       | Marcus O’Sullivan    | 3:36,64 | [ 3 ] |
| 2       | Hauke Fuhlbrügge     | 3:37,80 | [ 3 ] |
| 3       | Jeff Atkinson        | 3:38,12 | [ 3 ] |
| 4       | Sydney Maree         | 3:38,14 |       |
| 5       | Hervé Phélippeau     | 3:38,76 |       |
| 6       | Radim Kunčický       | 3:39,97 |       |
| 7       | Siergiej Afanasjew   | 3:40,46 |       |
| 8       | Manuel Pancorbo      | 3:41,61 |       |
| 9       | Eckhardt Rüter       | 3:43,42 |       |
| 10      | Feranswa Woldemariam | 3:44,16 |       |